# Elsa Einstein
Elsa Einstein (18 de enero de 1876-20 de diciembre de 1936) fue prima por partida doble y segunda esposa de Albert Einstein.

## Primeros años
Nacida el 18 de enero de 1876 en Hechingen, Alemania. Hija de Rodolfo Einstein, un fabricante de textiles. Tenía dos hermanas: Paula (c. 1878 - c. 1955) y Herminia (1872-1942).
Elsa Einstein se casó en 1896 con el comerciante textil Max Löwenthal (1864-1914), con quien tuvo tres hijos: Ilse, Margot y un hijo varón que nació y murió en 1903.
En 1902, Max Löwenthal toma un trabajo en Berlín, dejando a Elsa e hijas en Hechingen. Se terminan divorciando el 11 de mayo de 1908, y se muda con sus hijas a un departamento en Berlín.

## Su vida con Albert Einstein
Comienza su relación con Albert Einstein en la Pascua de 1912, mientras Albert aun permanecía casado con su primera esposa, la física Mileva Marić. El divorcio de Albert y Mileva finalmente se lleva a cabo el 14 de febrero de 1919, y el matrimonio entre Albert y Elsa se efectúa el 2 de junio de 1919.
Aunque Albert y Elsa no tuvieron hijos propios. Cuando se casaron en 1919 sus dos hijas tenían 22 años Ilse y 20 años Margoth. Por tanto, Albert no crio a las hijas de Elsa como suyas, pues ya eran mujeres. Incluso Albert antes le había propuesto matrimonio a Ilse. Él y Elsa Vivieron en Berlín en una casa de verano en Brandeburgo, cercana a Potsdam.

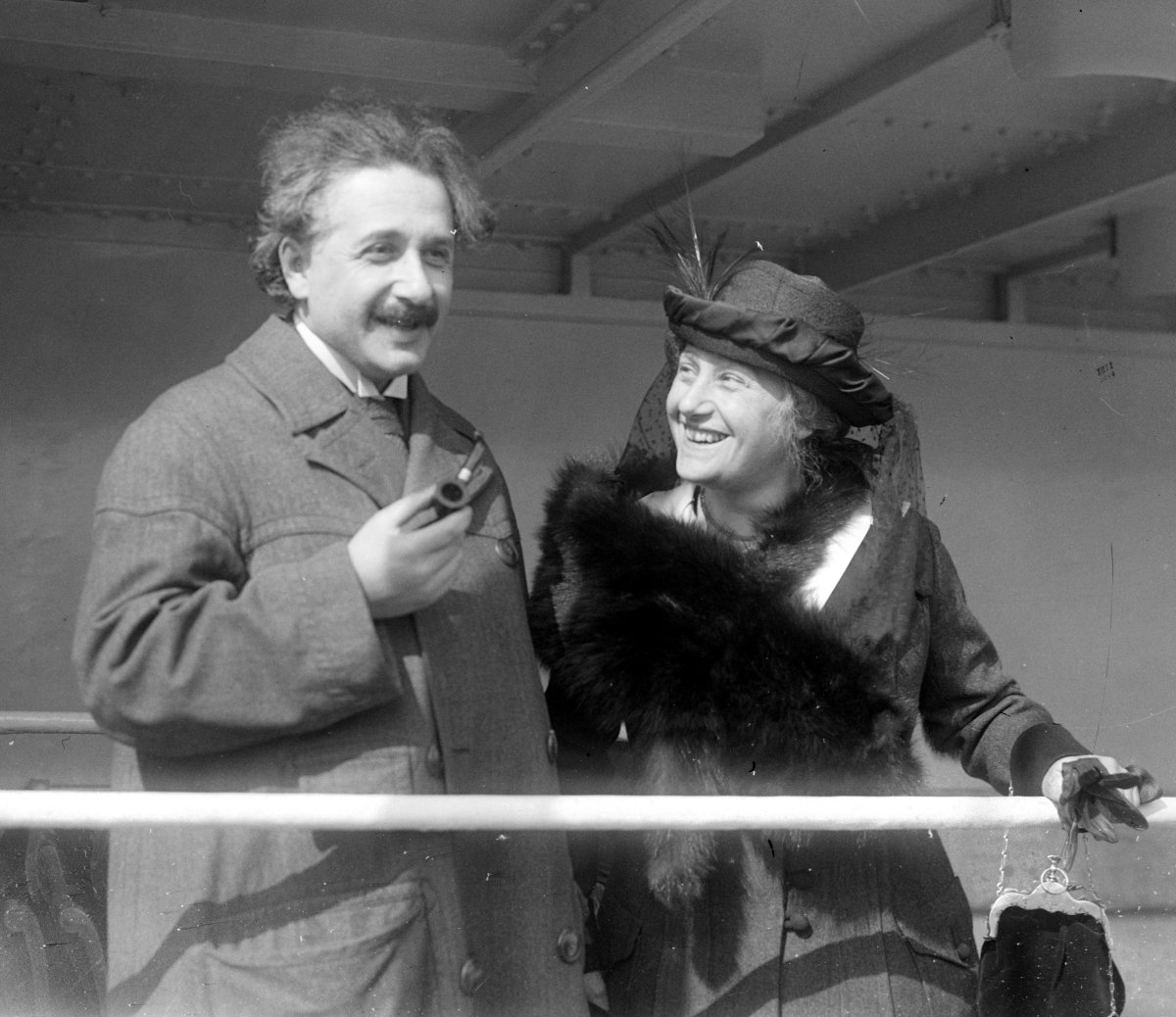
Elsa Einstein con su marido Albert

## Sus últimos años
En 1933, Elsa y su familia emigran a Princeton, Nueva Jersey en Estados Unidos, y en el otoño de 1935 se mudan a una casa ubicada sobre Mercer Street, aunque poco después fue diagnosticada con problemas de corazón y riñón. Elsa muere después de una dolorosa enfermedad el 20 de diciembre de 1936.

## Elsa Einstein en la cultura
- En la serie televisiva estadounidense Genius, se narra la vida de su marido y primo Albert, interpretada por Emily Watson (de anciana) y Gwendolyn Ellis (de joven).